# Тома Попгонов
Тома Попгонов или Попгеоргиев (изписване до 1945 година: Тома попъ Гоновъ, Тома попъ Георгиевъ) е български просветен деец и духовник от Южна Македония.

## Биография
Тома Попгонов е роден на 14 април 1878 година в южномакедонския град Енидже Вардар, тогава в Османската империя, в семейството на поп Гоно Трайчев и Екатерина. Основно образование получава в родния си град между 1894 и 1896 година, след което учи в Солунската българска мъжка гимназия. От 1898 година започва да преподава в българските села около Енидже Вардар. Преподава последователно в Кониково, Литовой, Киркалово и Аларе, а между 1908 и 1912 година в Асарбегово.
През 1908 година завършва извънреден курс при Скопското българско свещеническо училище. Приема свещенически сан и през 1912 година е ръкоположен за български свещеник в Асарбегово, откъдето се изселва през 1924 година в свободна България. Същата година служи в Дюлгерли, а от 1925 година живее в Бургас. Умира на 7 август 1936 година.
На 23 февруари 1940 година на общо събрание за секретарка на Дружеството „Менча Кърничева“ в Бургас е избрана неговата дъщеря Мария Гочева Дракалиева. Филмът „Концлагерът Трикери“ (2013) е по идея на правнука му Георги Дракалиев.